# Этой ночью
«Этой ночью» (англ. This Is the Night) — американский драматический фильм, снятый Джеймсом Демонако по собственному сценарию. В главных ролях: Наоми Уоттс, Фрэнк Грилло, Бобби Каннавале, Джона Хауэр-Кинг и Люсиус Хойос.
Фильм вышел в ограниченный прокат 17 сентября 2021 года и был выпущен в цифровом формате 21 сентября 2021 года компанией Universal Pictures.

## Сюжет
События фильма происходят летом 1982 года в Нью-Йорке. В прокат выходит фильм «Рокки 3», что возрождает интерес к персонажу Рокки Бальбоа среди подростков, которые подражают своему кумиру. Главный герой фильма — обычный подросток, который пытается найти своё место в жизни. История его взросления становится центром сюжета. Родителей подростка играют Наоми Уоттс и Фрэнк Грилло.

## В ролях
- Наоми Уоттс ― Мэри
- Фрэнк Грилло — Винсент
- Бобби Каннавале — Фрэнк
- Method Man — Луис
- Ракель Кастро — Анна Точчи
- Ленни Венито — Кармайн
- Джона Хауэр-Кинг — Кристиан
- Макс Казелла — полицейский
- Ривер Александр — Дов
- Чейз Вакнин — Алби
- Люсиус Хойос — Энтони
- Мэдлин Клайн — София Ларокка

## Производство
Съёмочный период начался в мае 2018 года. Первоначальное название фильма — «Однажды на Статен-Айленд» (англ. Once Upon a Time in Staten Island.